# نكاح الاستبضاع
نكاح الاستبضاع هو نكاح انتقائي مؤقت كان الرجل يدفع زوجته إليه، بعد أن يكون قد حسم اختياره للرجل العيّنة الذي ستتصل به زوجته جنسياً، بعد انقطاع دورتها الشهرية مباشرة- وغالباً ما يكون هذا النموذج شاعراً أو فارساً عربياً، ويكون في هذا الرجل المختار المميزات التي تنقص عائلته حتى تحمل الزوجة من الرجل المختار وتعود إلى زوجها، ويعتزل إمرأته حتي يتبين حملها وله أن يتصل بها على الفراش أثناء فترة الحمل بعد تبين الحمل، وبعد أن تلد، ينسب الزوج هذا الطفل إليه رغبة منه في تحسين النسل أو إنجاب الولد وهي عادة من عادات الجاهلية، وقد نبذها الإسلام وحرمها.

## أصل التسمية
ومعنى البُضع في اللغة: النكاح أو فرج المرأة والمباضعة: المجامعة.
ويروي ابن منظور نقلاً عن ابن الأثير، إن الاستبضاع نوع من نكاح الجاهلية، وهو استفعال من البضع (الجماع) وذلك أن تطلب المرأة جماع الرجل لتنال منه الولد فقط، كان الرجل منهم يقول لأمَته أو امرأته: «اذهبي إلى فلان فاستبضعي منه»، ويعتزلها فلا يمسها حتى يتبين حملها وإنما يفعل ذلك رغبة في إنجاب الولد.

## تحريم الأديان له
إن هذا النمط من النكاح يوغل في التاريخ إلى ما قبل الإسلام بآلاف السنين. فمن جملة التحريمات الإسلامية الجنسية، وفي التوراة ورد في الإصحاح الثامن عشر من سفر اللاويين ما نصه: «لا تجعل مع امرأة صاحبك مضجعك لزرعٍ فتتنجس بها. ولا تعط من زرعك للإجازة لمولك لئلا تدنس اسم الهك» ، والزرع هنا بمعنى النطفة للنسل، والنص كما يبدو يشير بشكل واضح إلى نكاح الاستبضاع وإن لم يسمّه.